# Fórmula de la Coca-Cola

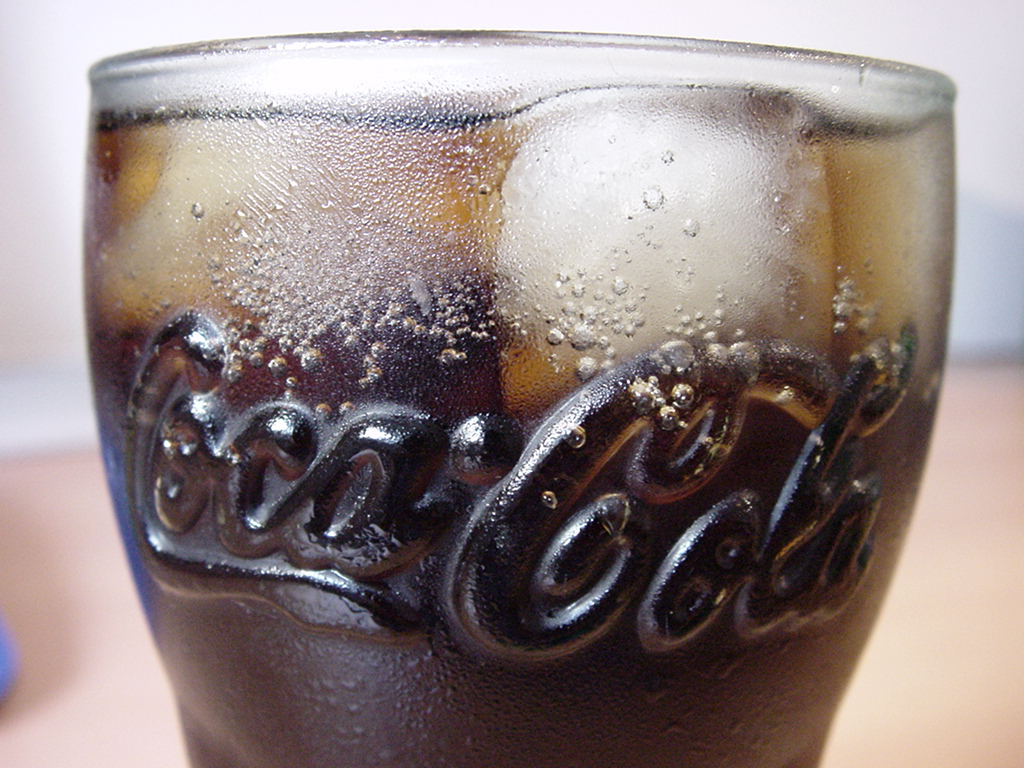
Un got amb Coca-cola.

La fórmula de la Coca-cola és el nom amb què es coneix a la recepta secreta usada per elaborar la Coca-cola. L'empresa presenta la fórmula com un secret i és usada com a estratègia de màrqueting.
El 8 de maig de 1886 va ser formulada pel farmacèutic John Pemberton com un xarop per a problemes estomacals. Va ser el seu comptable Frank Mason Robinson qui en va introduir la marca i en va idear el logotip. Més endavant, va ser patentada el 21 de gener de 1893, data des de la qual va començar a ser comercialitzada i exportada a nivell mundial.
La fórmula es barreja amb un xarop, una mescla de sabors concentrats, que després es barreja amb aigua i altres ingredients menors. La mescla es distribueix als locals de les empreses embotelladores de gasoses per a la seva posterior comercialització.

## Contingut
Descripcions publicades esmenten que conté cristalls de sucre, caramel, cafeïna, àcid fosfòric, aigua carbonatada, extracte de nou de cola, extracte de fruites, mescles, vainilla i glicerol.
El nom de l'ingredient "secret" de la Coca-cola és Merchandise 100X, encara que només és un mètode de control publicitari; aparentment, roman com un secret des de la seva formulació el 1886. La fórmula actual va tenir diversos canvis i Coca-cola admet amb reticència que la fórmula ha canviat a través de les dècades.
El sabor cola bàsic de la Coca-cola i les begudes de cola dels seus competidors és el resultat d'una mescla de saboritzants cítrics com la taronja, la llima i la llimona, així com espècies com a canyella, nou moscada i vainilla.
Investigadors aficionats han intentat revertir l'enginyeria del procés de producció i els ingredients. La fórmula secreta ha estat tema de llibres, especulacions i llegendes de màrqueting. Ajudats amb mètodes analítics moderns, els científics d'aliments poden fàcilment identificar la composició dels productes alimentaris, també de la Coca-cola. La companyia afirma amb regularitat que totes les fórmules publicades són incorrectes.
L'empresa usa com a ingredient un extracte de fulla de coca preparat per l'empresa Stepan Co. a la seva planta industrial en Maywood, Nova Jersey, en un procés monitoritzat per la DEA (Drug Enforcement Administration). S'argumenta que aquest procés no pot extreure tots els alcaloides de la cocaïna a nivell molecular, per la qual cosa la beguda encara conté traces de l'estimulant. La companyia es nega a fer comentaris sobre la presència de fulles de coca a la Coca-cola. A més, la pàgina web de la companyia declara que, «en efecte, la Coca-cola no conté cocaïna o una altra substància perjudicial, i la cocaïna mai ha estat un ingredient de la Coca-cola».
En un cèlebre desastre corporatiu, Coca-cola va presentar New Coke, el 1985. Després que l'opinió pública donés tota classe d'opinions, la recepta va ser restaurada a l'original «clàssicament» formulada. Embotelladores de Coca-cola als Estats Units van substituir el sucre de canya (sacarosa) per xarop de blat de moro (sacarosa+fructosa), tot i que encara està endolcit amb sucre de sacarosa en la major part del món.

## Receptes proposades
Les següents receptes són simplement propostes que han aparegut amb el transcurs del temps, però regularment l'empresa nega la seva exactitud i les avalua com a incorrectes.

### Recepta 1
Aquesta recepta s'atribueix a un full de paper que es troba en un llibre antic de propietat de l'inventor de la fórmula de la Coca-cola, John Pemberton, just abans de la seva mort. Aquesta és la més fiable i les seves dades estan basades en un filtratge d'informació per part dels dos únics directius que tenen accés a la fórmula).
- 1 unça de citrat de cafeïna.
- 3 unces d'àcid cítric (a fórmula actual es va substituir per àcid fosfòric).
- 1 unça d'extracte de vainilla.
- 1 quart de galó de suc de llima.
- 2 ½ unces de sabor.
- 2204,62 lliures (1000 kg) de sucre.
- 4 unces d'extracte fluid de coca (en la fórmula actual es va canviar per garrofer).
- 2 ½ galons d'aigua.
- Caramel suficient
- Component x (desconegut) - suposadament ja conegut: 7X (nitrogen)
- Sabor:
  - 80 dracmes d'oli de taronja (no usat a la Xina i sud-est asiàtic).
  - 40 ídem d'oli de canyella (no usat a Espanya, Japó, Austràlia i Regne Unit).
  - 120 íd. d'oli de llimona (no usat en Països Baixos, Brasil, Xile, Rússia, Nova Zelanda i Corea del Sud.)
  - 20 íd. d'oli d'api (usat a Mèxic i Sud-amèrica).
  - 40 íd. d'oli de nou moscada (no usat a Europa).
  - 40 íd. d'oli de neroli (no usat a Perú i Bolívia).
  - 1/4 galó d'alcohol (no usat a Llatinoamèrica).

- Indicacions:
  - "Barrejar la cafeïna i el suc àcid de llimona en una cambra de galó d'aigua bullent, afegir la vainilla i el sabor quan es refredi. Deixar reposar durant 24 hores."[2]
  - Aquesta recepta no especifica quan s'afegeix el sucre, la coca, el caramel o la resta d'aigua.[2]

### Recepta 2
Aquesta recepta va ser plagiada de Food Flavorings: Composition, Manufacturi and Use (2a edició) 1968 per Joseph Merory (AVI Publishing Company, Inc., Westport, CT); per a un galó (3,8 l) de xarop. Rendiment (que s'utilitza per a donar sabor a les aigües carbonatades per 1 unça líquida per ampolla): 128 ampolles, o 6,5 unces líquides (192 ml):
- Barrejar 2,4 kg de sucre amb suficient aigua per dissoldre el xarop de blat de moro (pot ser substituït per la meitat del sucre).
- Afegir 37 g de caramel; 3,1 g de cafeïna, i 11 g d'àcid fosfòric

- Extreure la coca d'1,1 g de fulla de coca (Truxillo, fulla crescuda preferiblement) amb toluè; extracte sec de coca.
- Remullar les fulles de coca i les nous de cola (tant en pols finament; 0,37 g de nous de cola), en 22 g de 20 % d'alcohol (La coca no és usada a Llatinoamèrica i Europa).
- Vi blanc fortificat al 20 % (va ser utilitzat per brindar-li substància com la solució en remull cap a 1909, però pot haver canviat per aigua simple la mescla d'alcohol).
- Després del remull i de descartar la coca i les nous de cua, agregar el xarop líquid.
- Afegir 30 g de suc de llimona o un substitut de l'aigua, com una solució d'àcid cítric i citrat de sodi en el suc de llima.
- Barrejar 0,88 g d'oli de llimona; 0,47 g d'oli de taronja, 0,2 g de cassia (canyella xinesa) en oli, 0,07 g d'oli de nou moscada, i, a vegades, els rastres de coriandre, espígol i olis de neroli, i afegir 4,9 g d'alcohol de 95 %.
- Agitar.
- Afegir 2,7 g d'alcohol amb aigua / barregi l'oli i deixar reposar 24 h a uns 15,5 ° C. S'observen capes de núvols que se separen.
- Llevar la part clara del líquid i només afegir el xarop.
- Afegir 19 g de glicerina (d'origen vegetal, no d'origen animal, perquè la beguda pugui ser venuda a jueus i musulmans respectant les seves respectives restriccions dietètiques a causa de les seves creences) i 1,5 g d'extracte de vainilla.
- Agregar aigua (tractada amb clor) per fer un galó de xarop.

### Recepta 3
Aquesta recepta és atribuïda a un farmacèutic anomenat John Reed.
- 30 lb (14 kg) de sucre.
- 2 US gal (7,6 l; 1,7 imp gal) d'aigua.
- 1 US qt (950 ml; 33 imp fl oz) de suc de llima.
- 4 oz (110 g) de citrat de cafeïna.
- 2 oz (57 g) d'àcid cítric.
- 1 US fl oz (30 ml; 1,0 imp fl oz) d'extracte de vainilla.
- 3/4 US fl oz (22,18 ml; 0,78 imp fl oz) d'extracte de nou de cola.
- 5/6 US fl oz (22,18 ml; 0,78 imp fl oz) d'extracte de coca.

Un estudi recent va afirmar que cada litre conté 10 mil·ligrams d'alcohol, és a dir, el 0.001 % del volum. Alguna cosa molt normal, sobretot tenint en compte l'època en la qual va sorgir la Coca-cola i la funció que tenia d'alleujar l'estómac i altres mals menors, i en aquella època era normal donar una mica d'alcohol suau (conyac principalment) per reduir la sensació de mareig.